# St. Johannes Baptist (Serkenrode)

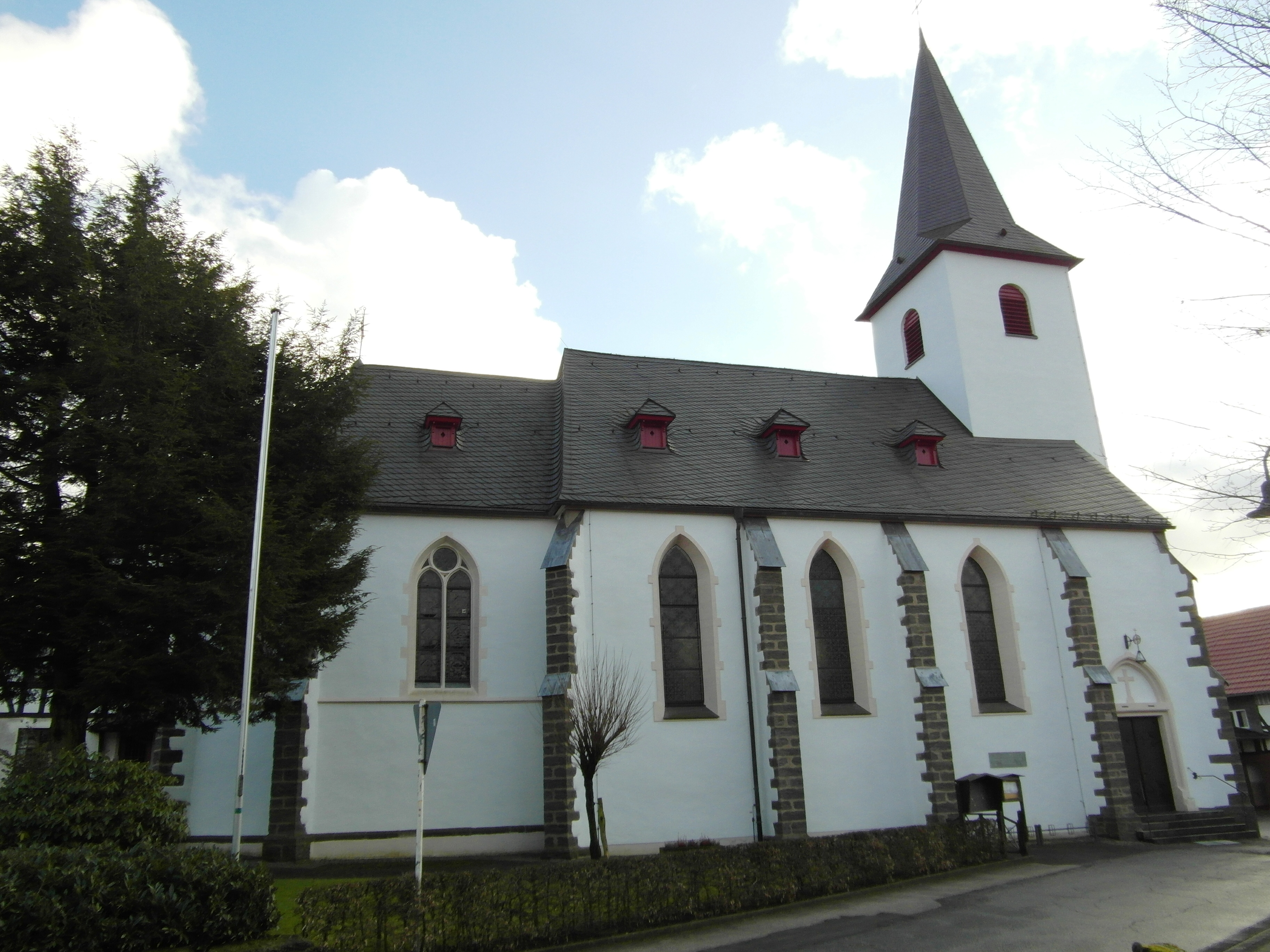
Kirche St. Johannes Baptist

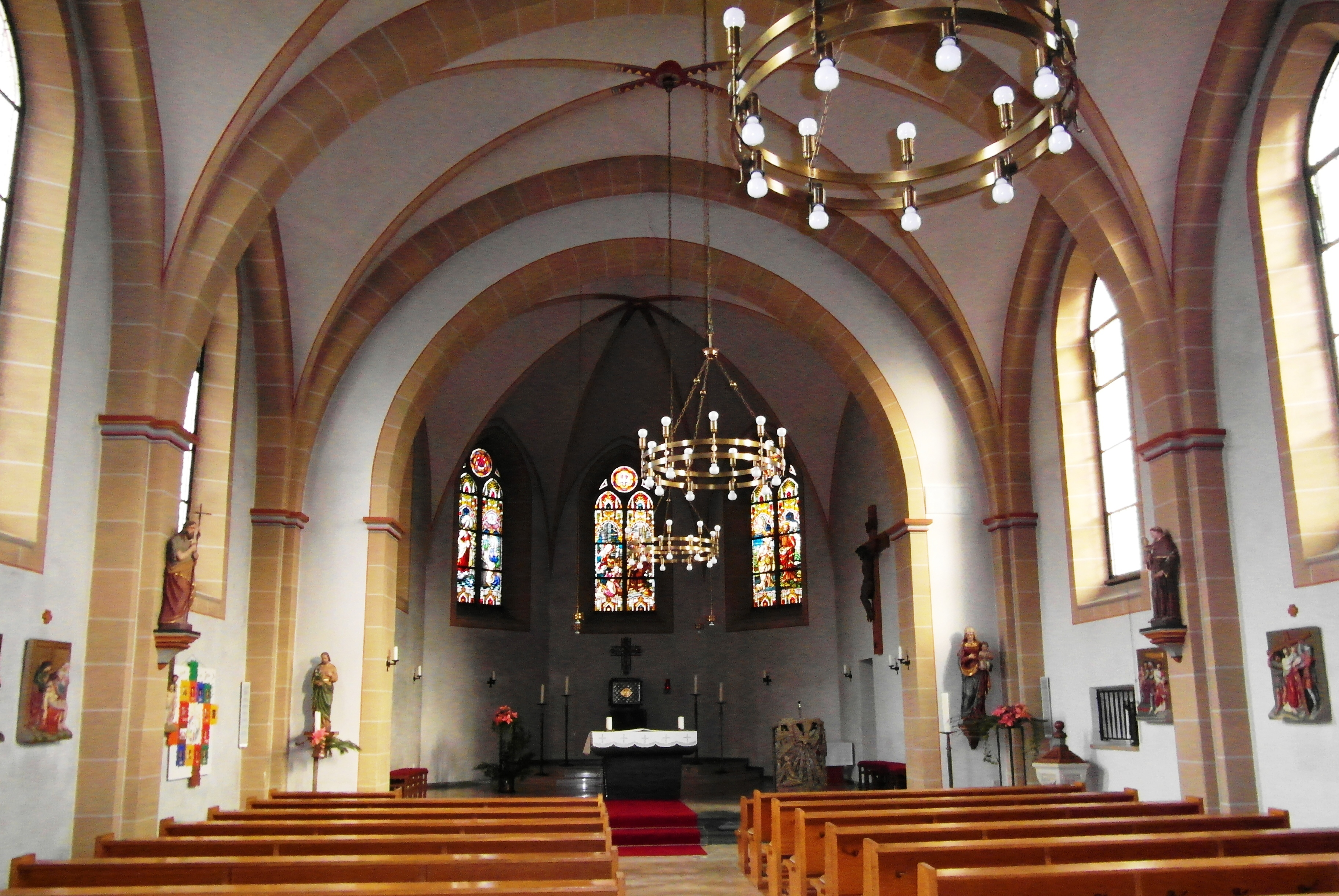
St. Johannes Baptist Chorraum

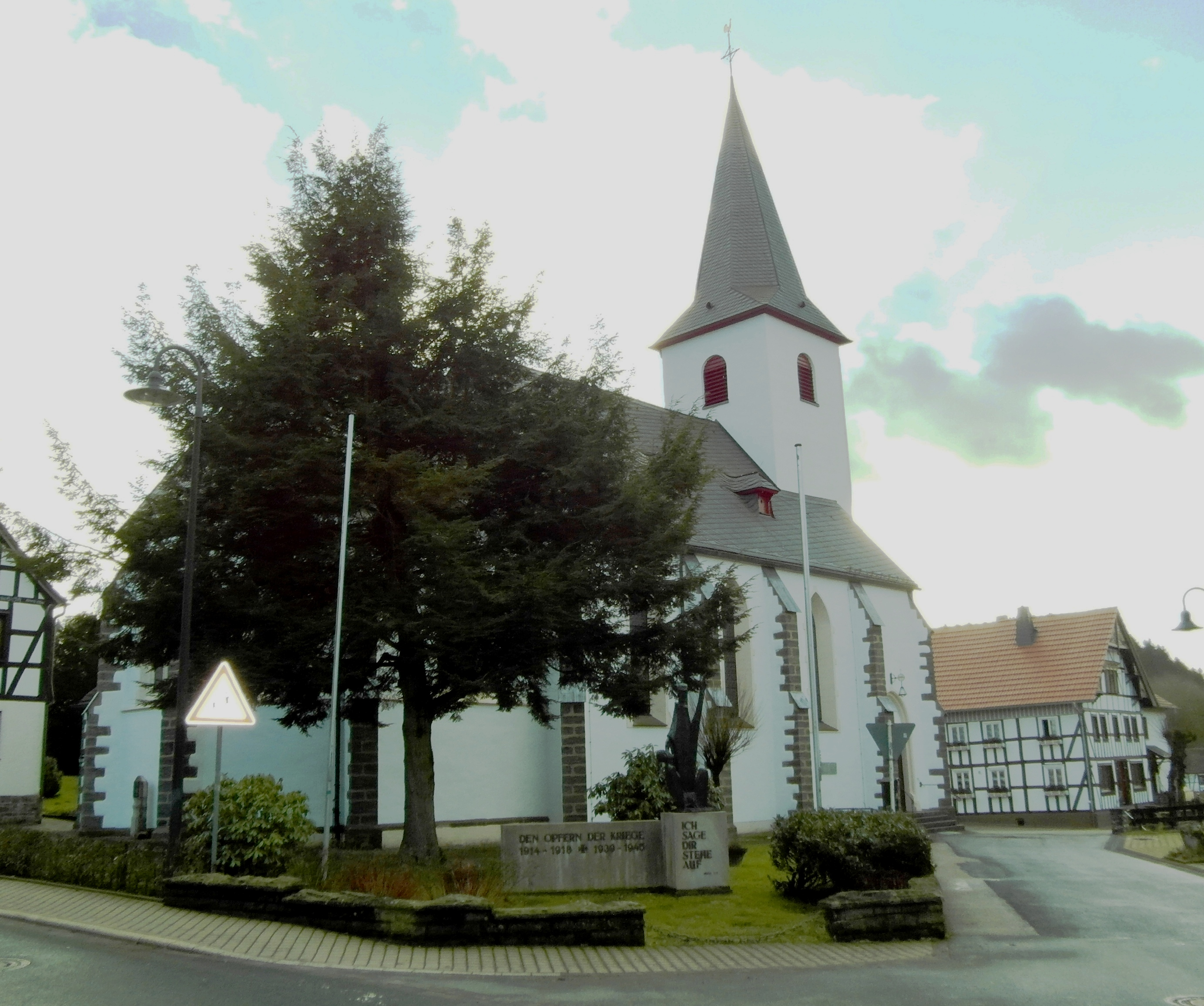
Ansicht mit Kriegerdenkmal

Die römisch-katholische Pfarrkirche St. Johannes Baptist ist ein ortsbildprägendes Kirchengebäude in Serkenrode, einem Ortsteil von Finnentrop im Kreis Olpe (Nordrhein-Westfalen). Die Gemeinde gehört zum Pastoralverbund Frettertal im Erzbistum Paderborn.

## Geschichte und Architektur
Die Stiftung einer Schulvikarie wurde am 22. Februar 1813 genehmigt und am 22. Dezember 1813 durch das Generalvikariat in Köln bestätigt. Die Kirche geht vermutlich auf eine Hofkapelle des 16. Jahrhunderts zurück, sie wurde 1901 zu ihrer heutigen Größe erweitert. Der Turm der 1901 in neugotischen Formen errichteten Kirche stand ursprünglich im Dachstuhl, dieser zeigte deutliche Schäden. Das Gebäude wurde 1958 nach Plänen des Architekten Karl Brochhausen um ein zusätzliches Joch und den Kirchturm über einem quadratischen Grundriss verlängert. Die Wände des Turmes sind durch rundbogige Schalfenster gegliedert und so an die Gestaltung des Altbaus angeglichen. Der hohe Turmhelm tritt ein wenig aus der Giebelwand. Das angefügte Joch ist kreuzrippengewölbt und setzt das Langhaus im inneren harmonisch fort. Die in diesem Joch stehende, breite Orgelempore wird von zwei Pfeilern gekreuzt, die den Turm tragen. Die Betonglasfenster der an der seitlich angebauten Taufstelle, wurden 1962 nach Entwürfen von Herbert Lorenz angefertigt.

## Pfarrvikariehaus
Zur Kirche gehört das 1814 errichtete Pfarrvikariehaus, es wurde 1955 stark verändert. Das Erdgeschoss des zweistöckigen Gebäudes ist massiv gemauert, das Obergeschoss ist in Fachwerk gehalten. Das Haus unter einem steilen Giebeldach wurde als Wirtschafts- und Wohngebäude gebaut. Der Wohnteil mündete ursprünglich in die ursprünglich befahrbare Querdiele, in der heute die Pfarrbücherei untergebracht ist.